# أوجو أموريتي
أوجو أموريتي (بالإيطالية: Ugo Amoretti)‏ (6 فبراير 1909 - 1977) كان لاعب كرة قدم ومدربًا إيطاليًا لعب كحارس مرمى.